# Stadhuis van Ronse

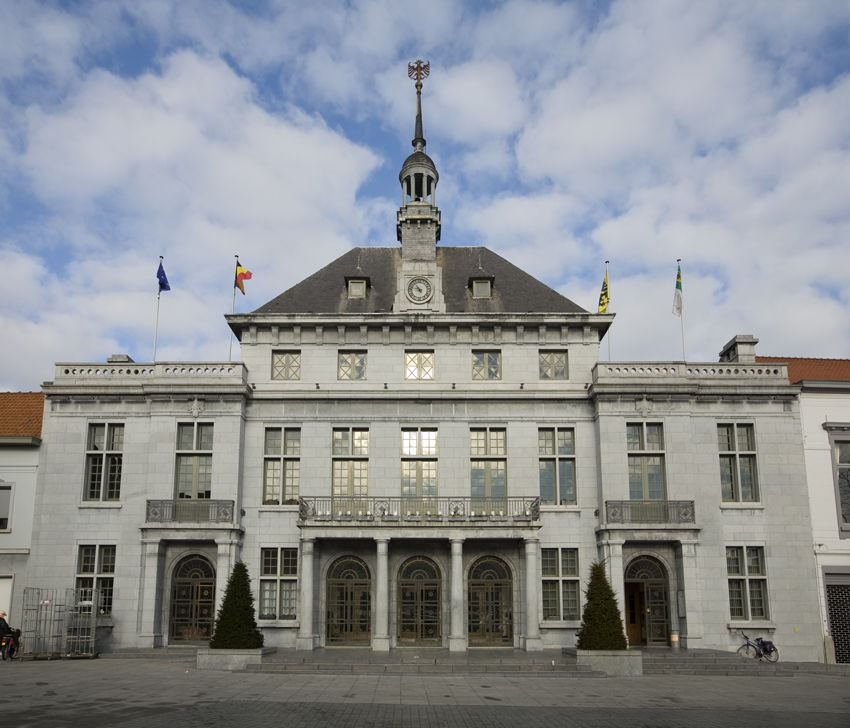
Stadhuis van Ronse

Het Stadhuis van Ronse is het stadhuis van de Oost-Vlaamse stad Ronse, gelegen aan de Grote Markt 12.

## Geschiedenis
Er bestond al een schepenhuis, mogelijk kort na 1240, het jaar dat Ronse stadsrechten kreeg. Uiteindelijk ontstond een 17e-eeuws schepenhuis. Dit huis werd gesloopt in 1949, samen met de aanliggende etablissementen à la Concorde en Café Roma. Op de plaats hiervan werd een nieuw gebouw gesticht, naar ontwerp van Frank Blockx.

## Gebouw
Het representatieve gedeelte bevindt zich aan de Markt, en daarachter bevinden zich administratieve vleugels. Het ontwerp is gebaseerd op het vroegere gebouw en is strak symmetrisch van opzet. Het middendeel is hoger dan de zijdelen en heeft een met leien bedekt schilddak dat bekroond is met een torentje. Dit heeft een naaldspits die bekroond wordt door het vergulde stadswapen.